# 下呂警察署
下呂警察署（げろけいさつしょ）は、岐阜県警察が管轄する警察署の一つである。
萩原警察署と金山警察署を統合して設置された。
管轄区域に御嶽山があり、そのため、山岳警備隊飛騨方面隊（高山警察署が拠点）が活動する。

## 所在地
- 岐阜県下呂市萩原町萩原1572番地1

## 管轄区域
- 下呂市

## 沿革
- 1875年（明治8年）- 第14出張所が湯之島に設置される。
- 1876年（明治9年）- 第8警察出張所と改称。[1]
- 1877年（[明治10年）- 三郷村[2]萩原に高山警察署三郷分署が設置される。
- 1883年(明治16年) 下呂・湯之島に移転され高山警察署下呂分署と改称。
- 1886年（明治19年）- 一郡一警察署時代となり、益田郡では下呂分署改め下呂警察署が設置される。
- 1891年（明治24年）- 萩原に巡査駐在所が置かれる。
- 1903年（明治36年）- 萩原巡査駐在所は廃止となり、萩原巡査部長派出所となる。
- 1914年（大正3年）- 下呂警察署は萩原に移転され萩原警察署となる。[3]
- 1948年（昭和23年）警察制度改正のため国家地方警察岐阜県益田地区警察署と改称。
- 1954年（昭和29年）- 警察制度改正により、岐阜県萩原警察署と改称。
- 2005年（平成17年）旧萩原・金山警察署を統合し岐阜県下呂警察署となる。下呂警察署の庁舎は旧萩原警察署庁舎を使用しており、金山警察署は金山警部交番となっている。

## 組織
- 署長（警視）
- 次長兼警務課長（警部） - 警務課
- 会計課長 - 会計課
- 刑事兼生活安全課長 - 刑事課、生活安全課
- 地域兼警備課長 地域課、警備課
- 交通課長 - 交通課

## 交番・警察官駐在所
2020年時点。

### 交番
- 金山警部交番（下呂市金山町金山）
- 署所在地交番（下呂市萩原町萩原、下呂警察署内）
- 下呂温泉交番（下呂市森）

### 警察官駐在所
- 宮地警察官駐在所（下呂市宮地）
- 中原警察官駐在所（下呂市焼石）
- 馬瀬警察官駐在所（下呂市馬瀬名丸）
- 尾崎警察官駐在所（下呂市萩原町尾崎）
- 落合警察官駐在所（下呂市小坂町落合）
- 小坂警察官駐在所（下呂市小坂町大垣内）
- 菅田警察官駐在所（下呂市金山町菅田桐洞）
- 東警察官駐在所（下呂市金山町岩瀬）